# Leuchtröhre

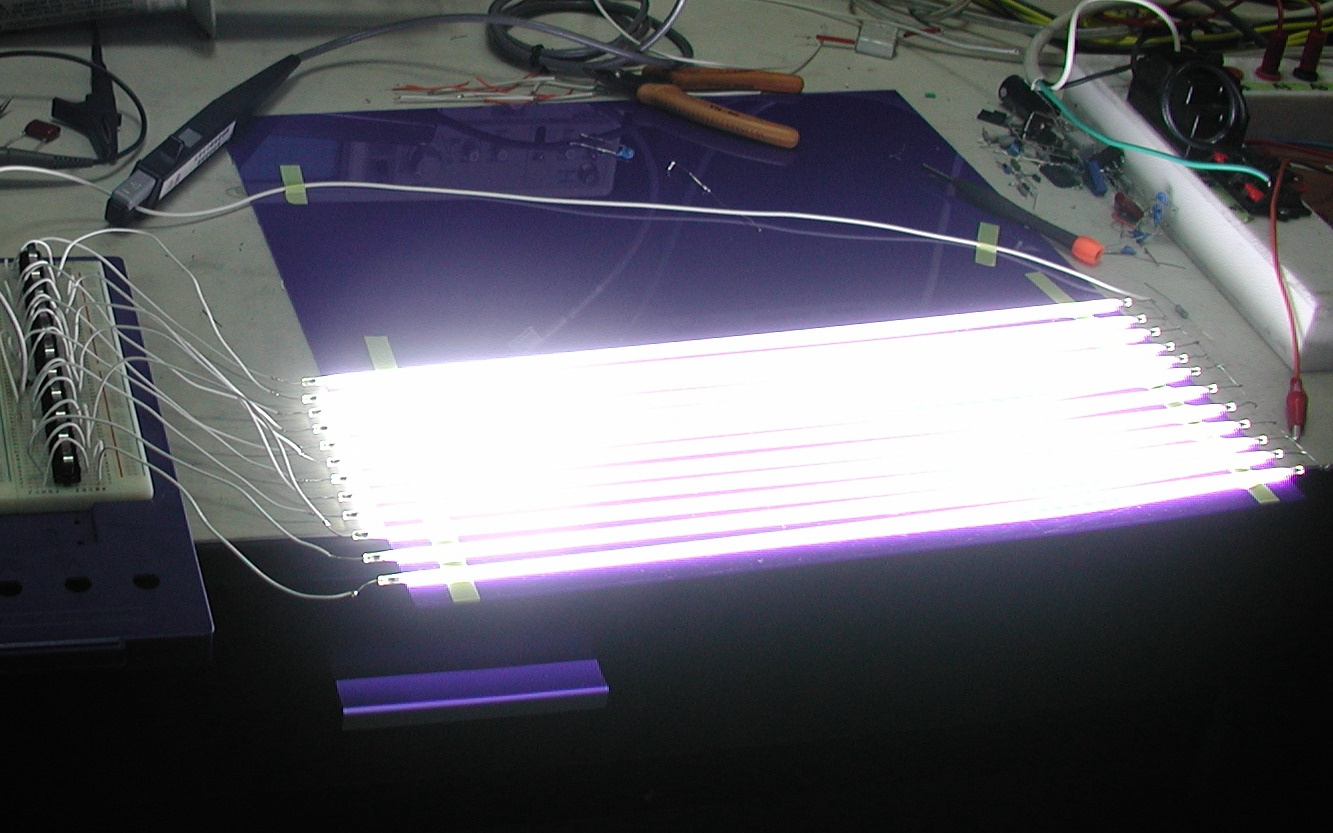
Kaltkathoden-Fluoreszenzlampen (CCFL)

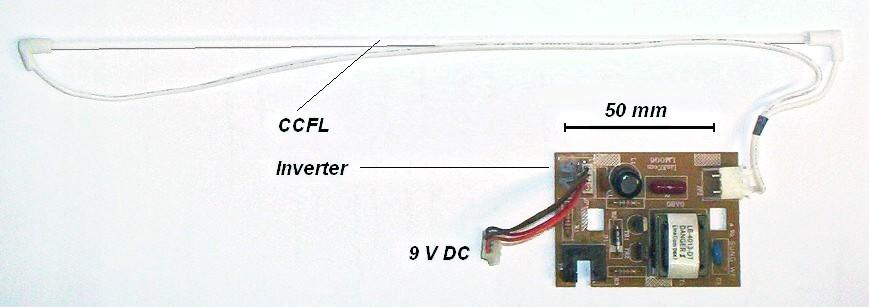
Weiße Kaltkathodenröhre (CCFL) eines Flachbettscanners und zugehöriger Inverter

Leuchtröhren oder Kaltkathoden-Fluoreszenzlampen (engl. cold cathode fluorescent lamp, kurz CCFL) sind Gasentladungsröhren, zwischen deren Elektroden durch Anlegen einer hohen Spannung eine Glimmentladung zündet, deren ausgedehnte positive Säule abhängig vom Füllgas farbig leuchtet. Die Kathode ist ungeheizt und emittiert daher kaum thermische Elektronen , – die Emission geschieht durch Sekundärelektronenemission von im Kathodenfall beschleunigten positiven Ionen, die auf die Kathode prallen.
Weiß emittierende Leuchtröhren werden zur Beleuchtung eingesetzt, wenn es auf eine hohe Lebensdauer ankommt, etwa für die Hintergrundbeleuchtung der ersten (LC-)Flachbildmonitore oder früher für Gestaltungselemente und Leuchtfelder im Innenstadtgebiet.
Die roten Neonröhren waren die ersten praktisch einsetzbaren Leuchtröhren, entwickelt um 1909 vom Franzosen Georges Claude. Sie enthalten tatsächlich Neon als Füllgas und gaben den Leuchtröhren ihren Trivialnamen.
Andere Farben sind durch andere Gase, aber auch durch eine Leuchtstoff-Innenbeschichtung wie bei Leuchtstofflampen erreichbar. In diesem Fall besteht die Gasmischung aus Argon und Quecksilber und emittiert vorrangig Ultraviolett, welches durch den Leuchtstoff in die gewünschte Lichtfarbe gewandelt wird. (Obwohl also Leuchtröhren als Kaltkathodenlampen auch Leuchtstoff enthalten können, wird der Begriff Leuchtstoff-Röhre gewöhnlich nur für Heißkathodenlampen verwendet.)
Breite Anwendung finden Leuchtröhren auch heute für Leuchtreklame, werden auch hier aber zunehmend durch Leuchtdioden abgelöst.
Zu Leuchtröhren für Demonstrationszwecke im Physikunterricht siehe Geißlerröhre.

## Aufbau, Wirkungsweise, Betrieb

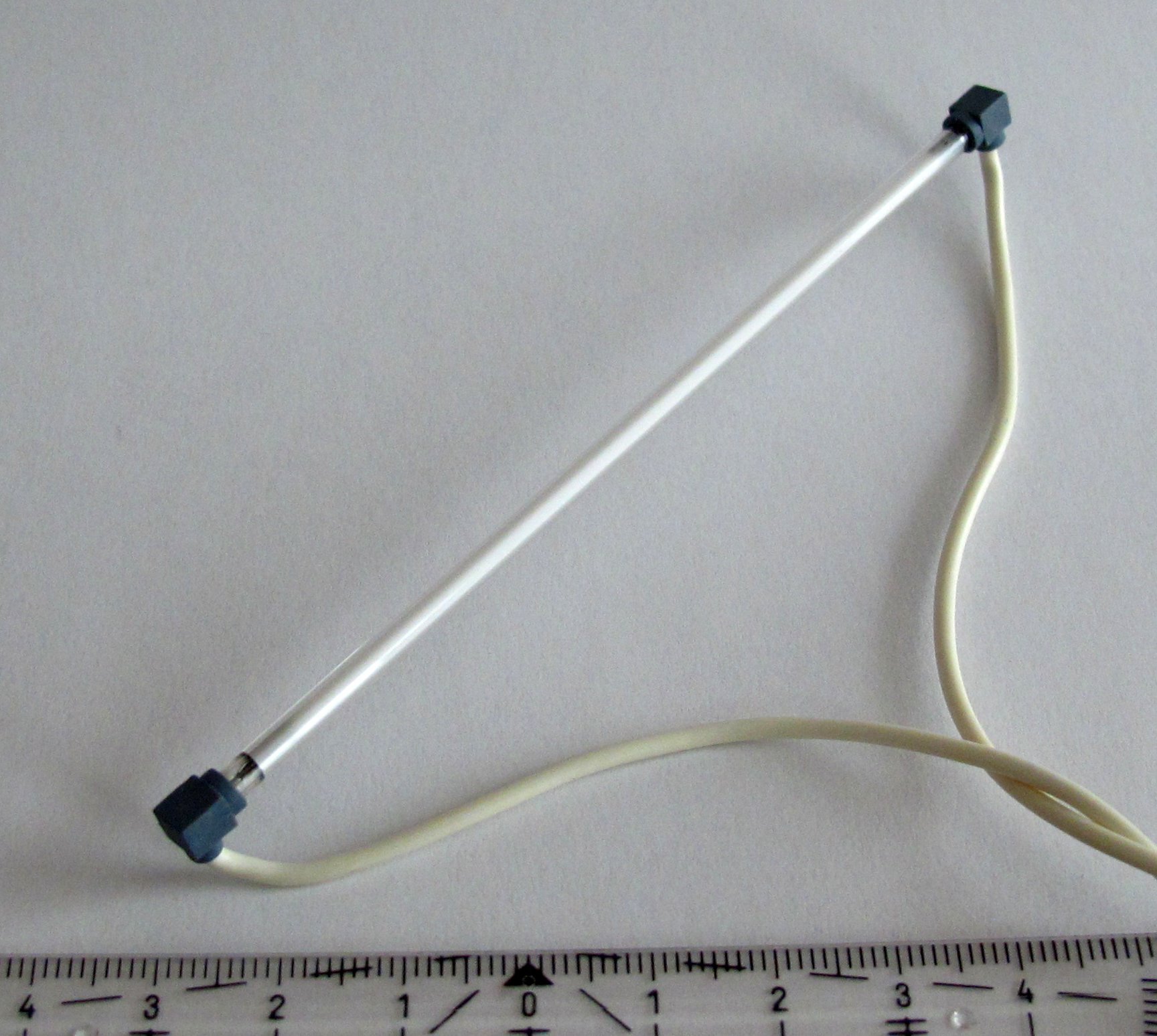
Kaltkathodenröhre mit Anschlussleitung

In den Enden eines dünnen, mit Gas gefüllten Glasrohrs sind Elektroden eingeschmolzen, welche beide als Kathode bezeichnet werden, obwohl bei dem nahezu ausschließlich verwendeten Betrieb mit Gleichstrom stets eine die Anode ist. Der Grund liegt in ihrer Funktion, Elektronen freizusetzen.
Die Bezeichnung Kaltkathodenröhre bedeutet nicht, dass die Elektroden im Betrieb kalt bleiben, sondern dass der Mechanismus der Elektronenemission nicht die thermische Emission ist. Diese würde eine Beschichtung der Elektroden mit einem Material geringer Austrittsarbeit für die Elektronen erfordern, wie bei Leuchtstofflampen, deren Lebensdauer durch das langsame Verdampfen dieses Materials begrenzt wird. Leuchtröhren arbeiten dagegen mit Sekundärelektronen. Die angelegte Spannung erzeugt zwischen Kathode und Anode ein elektrisches Feld, welches im Gas vorhandene Gasionen schnell in Richtung der jeweiligen Kathode bewegt. Die beim Aufprall freigesetzte Energie löst bei einigen Ionen Elektronen aus der Kathode heraus, bei den meisten wird sie jedoch vollständig in Wärme umgesetzt, wodurch „Kaltkathoden“ bei hohen Strömen oft heißer werden als Glühkathoden. Eine weitere unerwünschte Nebenwirkung ist der Materialabtrag. Eine Ring- oder Becherform der Elektroden führt zur Wiederablagerung des Materials.
Für die Sekundäremission ist ein steiler Spannungsabfall, d. h. ein starkes elektrisches Feld unmittelbar vor der Kathode nötig, da die Ionen schon auf kurzen Distanzen durch Stöße mit Gasatomen an Geschwindigkeit und damit an Energie verlieren. Gleichzeitig beschleunigt dieses Feld die ausgelösten Elektronen so stark von der Kathode weg, dass Gasatome bei Zusammenstößen Elektronen verlieren (Stoßionisation), wodurch die Zahl der Elektronen sich vervielfacht. Bis die Elektronen in der positiven Säule den überwiegenden Anteil des Stroms tragen, bleibt die Feldstärke jedoch groß, sodass bis dahin bereits ein erheblicher Teil der Betriebsspannung, 50 bis 100 Volt, verloren gegangen ist. Das Gebiet vor der Kathode heißt deshalb Kathodenfall. Seine Ausdehnung ist vom Gasdruck abhängig.
In der positiven Säule, welche die restliche Länge der Röhre ausfüllt, ist die Feldstärke und damit die Energie der Elektronen geringer. Sie beträgt ca. 400 Volt pro Meter bei Röhren mit 30 mm Durchmesser und bis zu 1000 V/m bei ca. 80 mm Durchmesser. Stöße der Elektronen mit Gasatomen regen diese zum Leuchten an, die seltenere Stoßionisation ersetzt lediglich den Verlust von Ladungsträgern durch Rekombination.

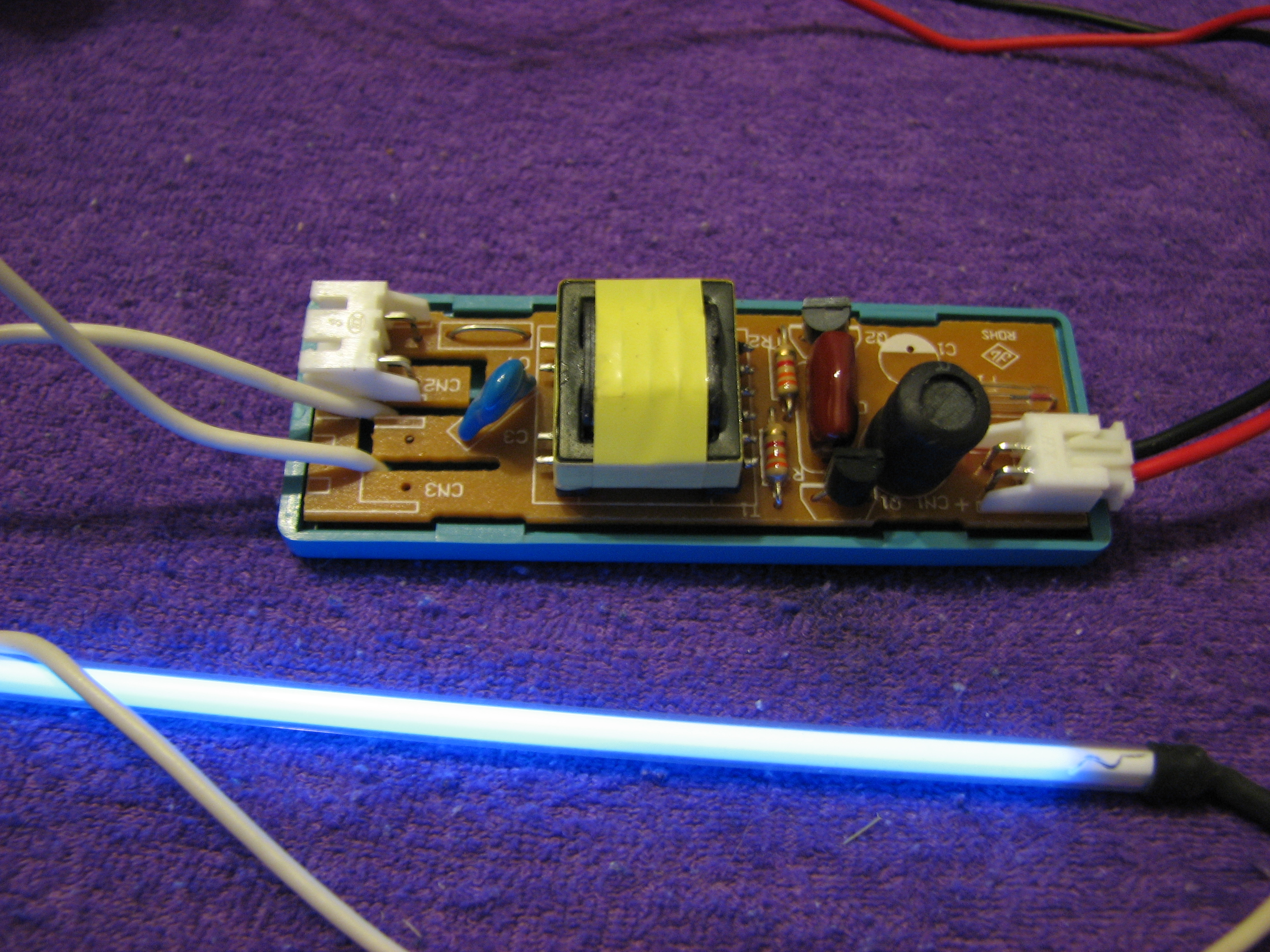
Inverter für eine Kaltkathodenröhre

Damit die Verluste im Kathodenfall weniger ins Gewicht fallen, werden meist Brennspannungen von mehreren hundert Volt gewählt; die Zündspannung ist noch erheblich höher. VDE-Vorschriften begrenzen die zulässige Spannung (und damit die Länge der Röhren) jedoch auf 7,5 kV.
Während Leuchtstofflampen mit einer einfachen Drossel an Netzspannung betrieben werden können (mit Glühemission liegt der Kathodenfall in der Größenordnung der Ionisierungsenergie des Gases und die Betriebsspannung ist mit 100 bis 200 Volt viel kleiner), ist dies mit Leuchtröhren nicht möglich.
Als Vorschaltgerät für Leuchtröhren verwendete man früher einen Streufeldtransformator. Diese besitzen oft eine Möglichkeit, den Betriebsstrom einzustellen bzw. an verschiedene Anzahlen in Reihe geschalteter Röhren, wie es für Leuchtreklame typisch ist, anzupassen. Die Stromeinstellung erfolgte mit einem mechanisch verstellbaren magnetischen Nebenschluss. Übliche Spannungen sind 2 × 2,5…4 kV. Der Betrieb mit Strömen unterhalb des Nennstromes ist – wie bei anderen Kaltkathodenröhren auch – unkritisch, daher lassen sich Neonröhren mit Phasenabschnitt-Dimmern dimmen. Heute werden meist elektronische Vorschaltgeräte nach dem Prinzip eines Schaltnetzteils verwendet; diese besitzen meist selbst eine Einstellmöglichkeit für den Strom. Bei Batterie- bzw. Gleichspannungsversorgung nennt man sie Resonanzwandler oder (aus dem Englischen) Inverter.
Im Leerlauf liefert das Vorschaltgerät eine hohe Zündspannung, die im Betrieb auf ca. 30 % abfällt. Die Leistungsaufnahme von Leuchtröhren liegt bei ca. 30 W/m, die Lichtausbeute bei 30–100 lm/W. Unbeschichtete Kaltkathodenlampen haben, je nach Füllgas, eine Lebensdauer von bis zu 20 Jahren. Sie ist unabhängig von Ein- und Ausschaltvorgängen; eine Eigenschaft, die für blinkende Leuchtreklame vorteilhaft ist.

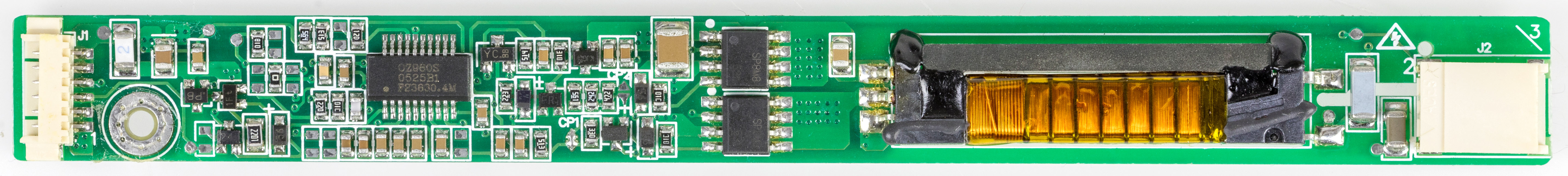
CCFL-Inverter der Bildschirmhinterleuchtung eines Notebooks

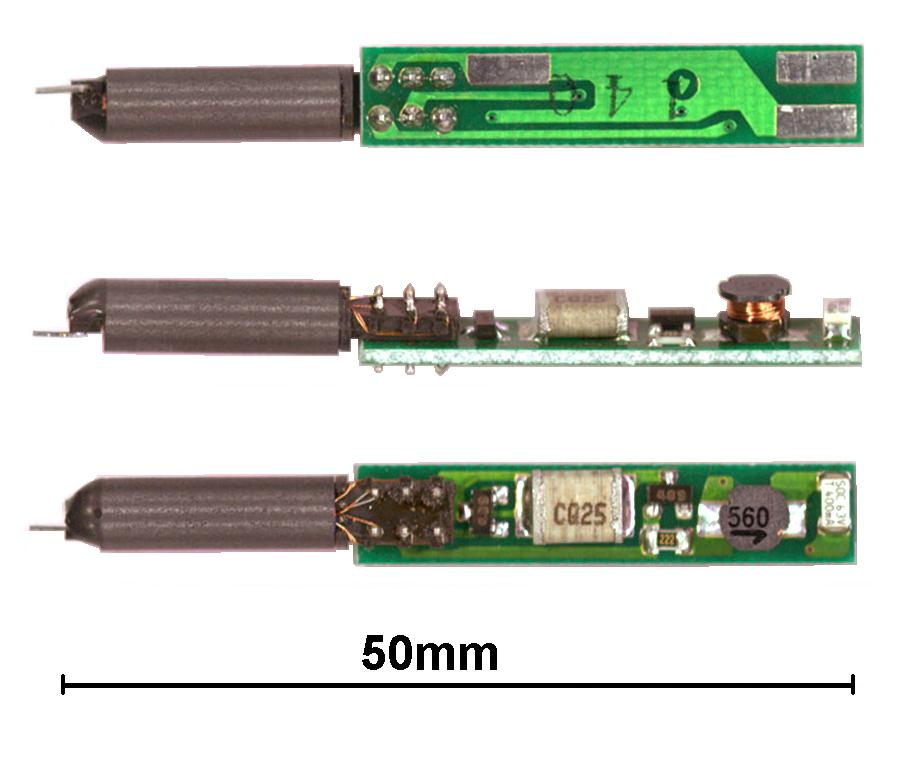
CCFL-Inverter mit Resonanztransformator

Die für Kaltkathodenlampen zur Hintergrundbeleuchtung von LC- und TFT-Displays verwendeten Resonanzwandler, eine spezielle Form von Wechselrichter mit Resonanztransformator, gestatten die Regelung des Stromes per Steuersignal. Sie sind schaltungstechnisch meist als Resonanz-Gegentaktwandler ausgeführt, der zwei Transistoren als Schaltelemente verwendet. Auch Vorschaltgeräte für Netzbetrieb sind oft steuerbar. Die Vorteile (flackerfreier Sofortstart, Dimmen von 0 bis 100 %, verschiedene Farben) sind auch für Kunstinstallationen und RGB-Farbwechsler vorteilhaft.
Da Gasentladungslampen einen negativen differentiellen Innenwiderstand besitzen (je mehr Strom durch die Röhre fließt, desto weniger Spannung fällt an ihr ab), müssen Vorschaltgeräte den Ausgangsstrom begrenzen. Der Leerlauf kann bei Invertern manchmal zu deren Zerstörung führen, elektronische Vorschaltgeräte besitzen eine automatische Abschaltung bei Nicht-Zünden.
Die vom Inverter erzeugte Wechselspannung hat eine hohe Frequenz von 30…100 Kilohertz, häufig ist ein Wert von < 50 kHz, da hier die Störabstrahlung der dritten Harmonischen unter 150 kHz liegt (untere Grenze von EMV-Messungen). Die elektrischen Zuleitungen zwischen Inverter und Kaltkathode dürfen daher nicht zu lang oder über leitfähige Flächen (zum Beispiel das Computergehäuse) geführt werden, ansonsten geht durch die hohe Kapazität ein Teil der Inverterleistung verloren und die Röhre wird dunkler, erlischt oder leuchtet nicht mehr auf voller Länge.
Die Leitungen und die Lampenenden haben eine hochspannungsfeste Isolierung (meist Silikongummi), die nicht verletzt sein darf.
Streufeldtransformatoren und Inverter stellen meist eine zum Erdpotential symmetrische, gleichstrommäßig potentialfreie Wechselspannung zur Verfügung; Vorschaltgeräte von Leuchtreklamen können auf diese Weise Masseschlüsse feststellen. Zusätzlich wird dadurch die Störabstrahlung verringert.

## Farben

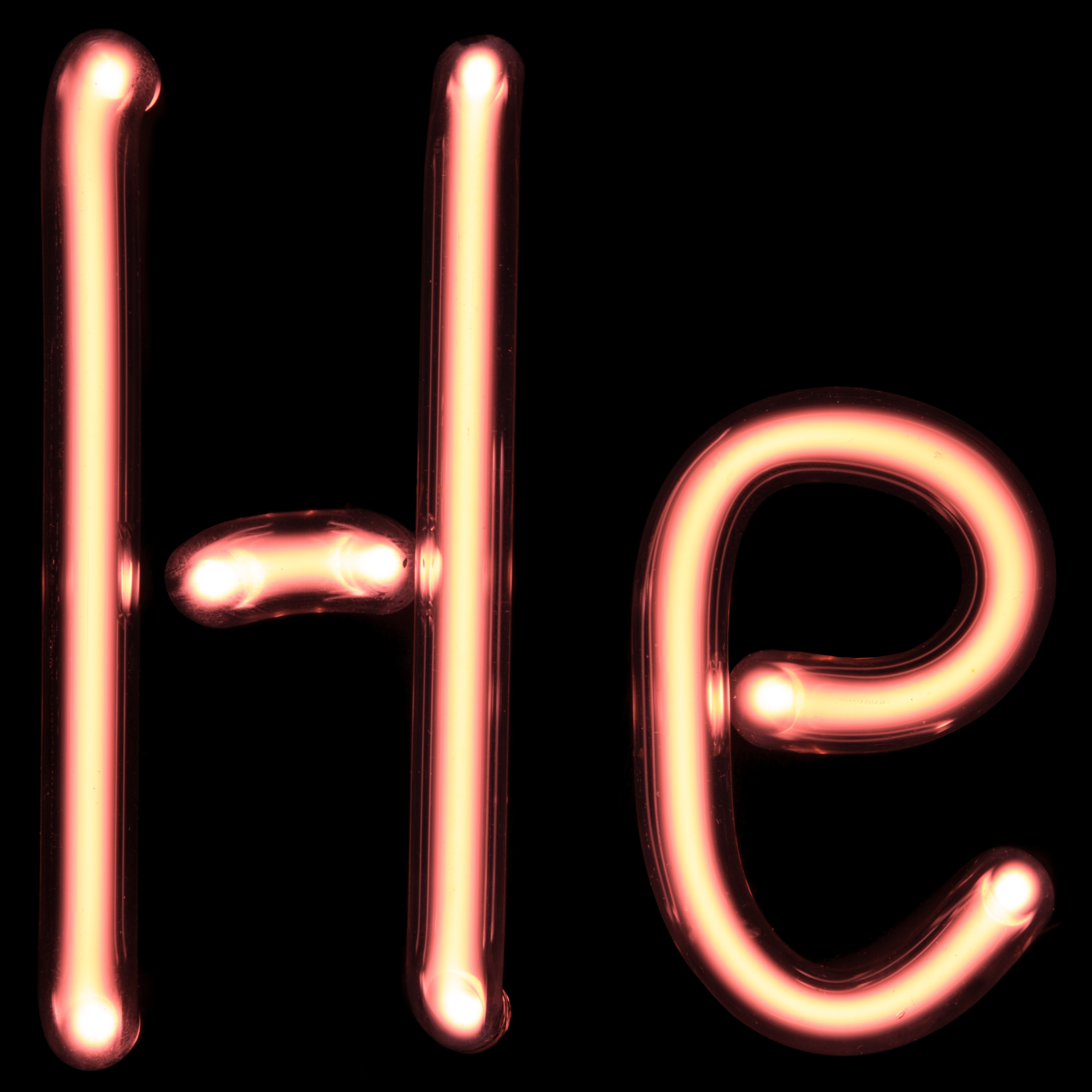
Helium
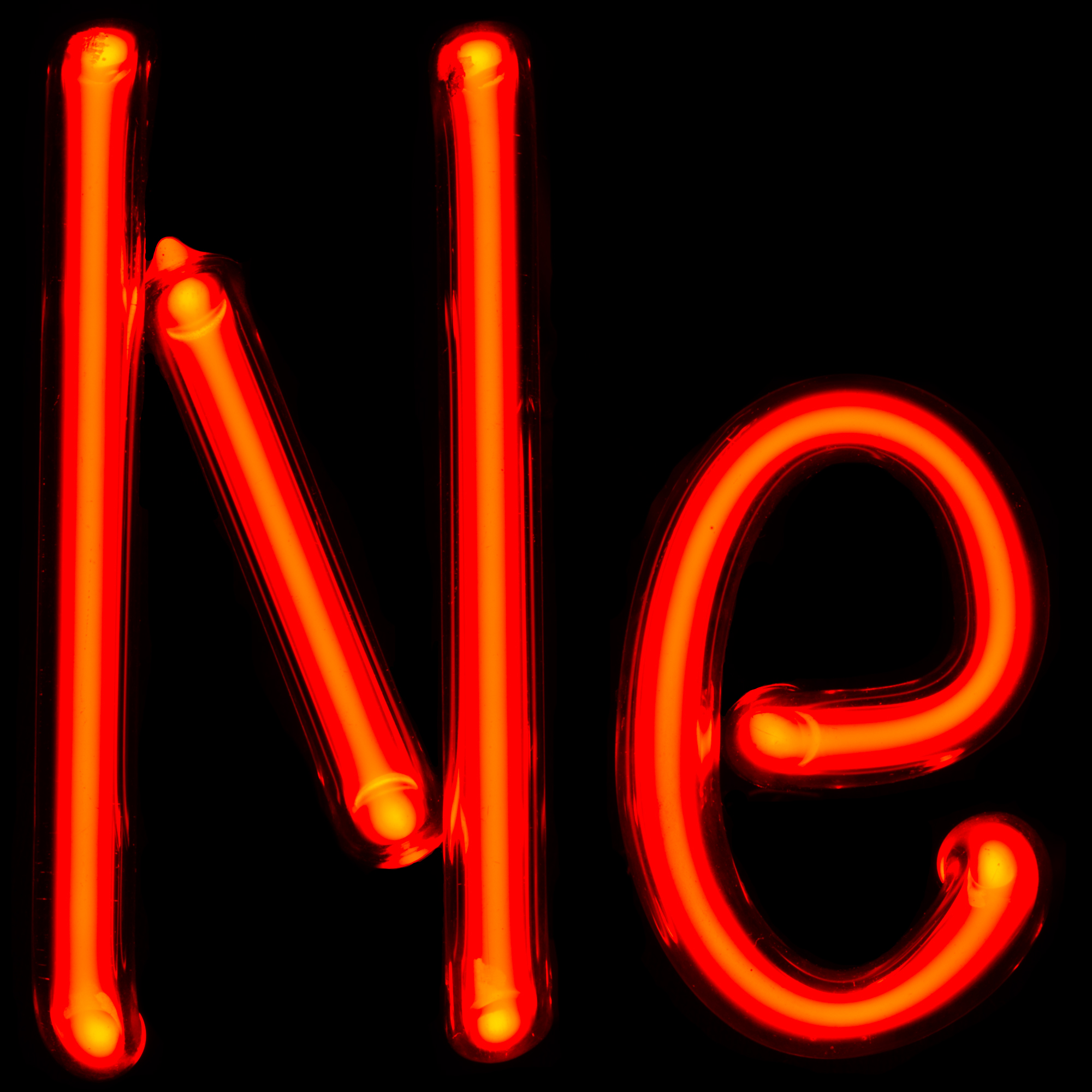
Neon
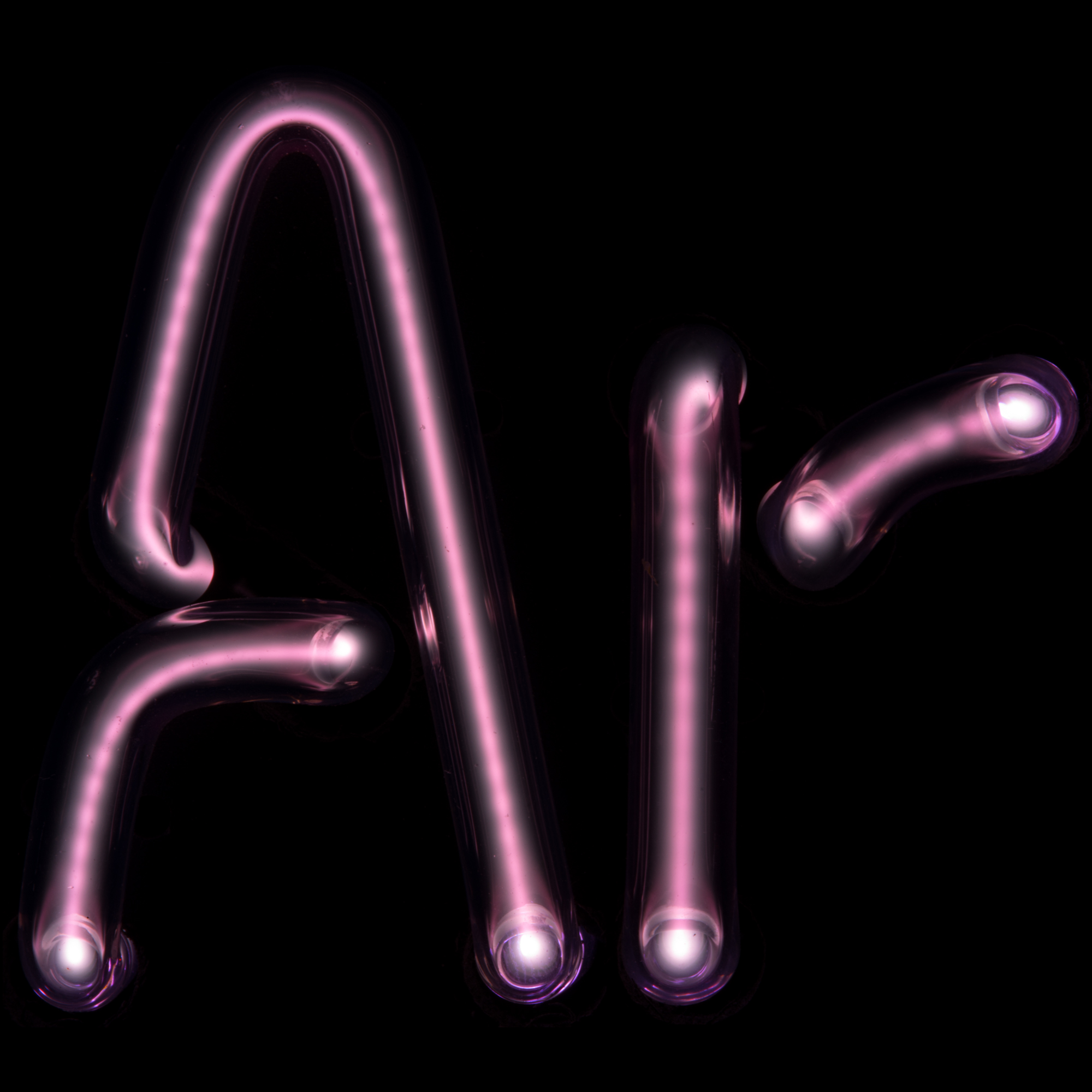
Argon
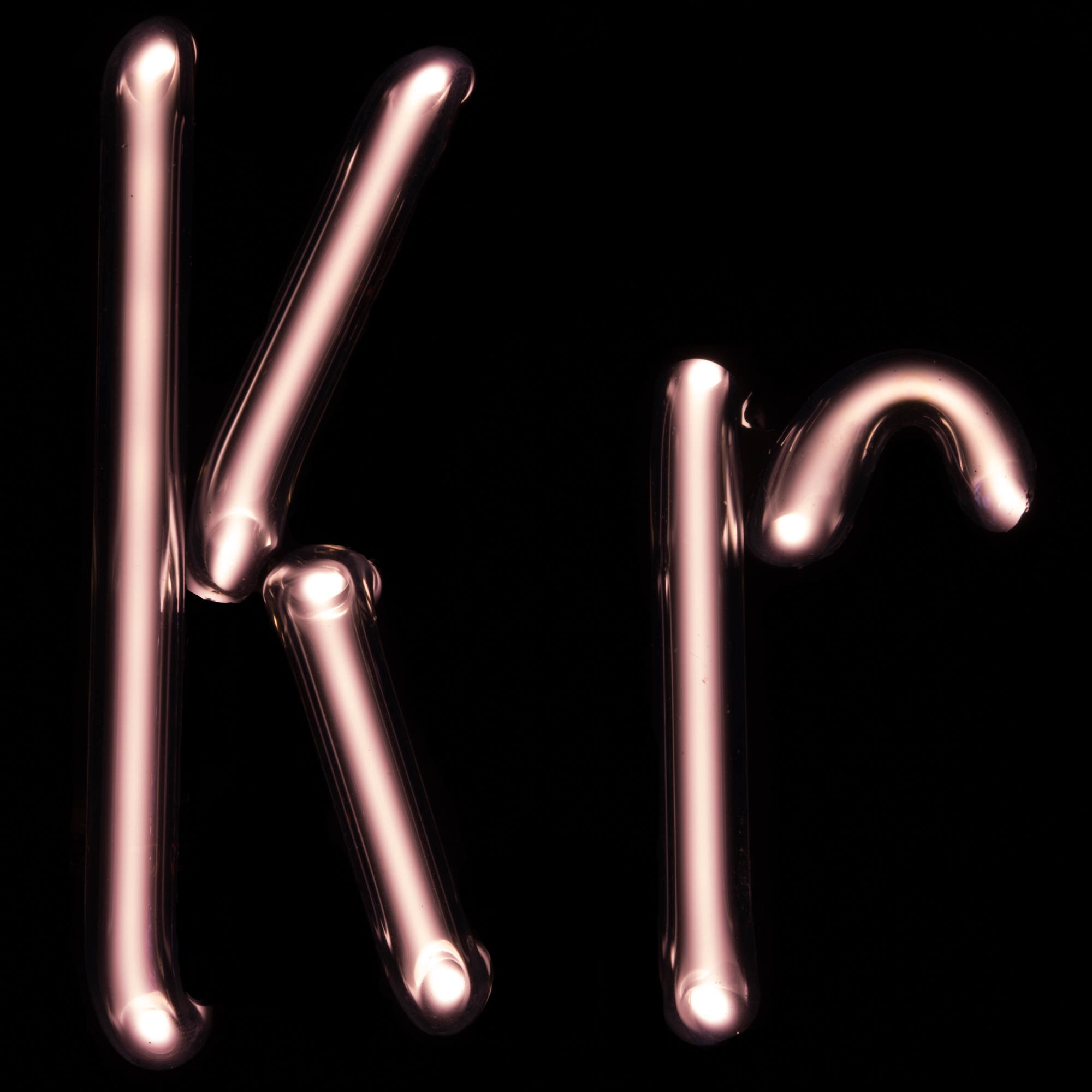
Krypton
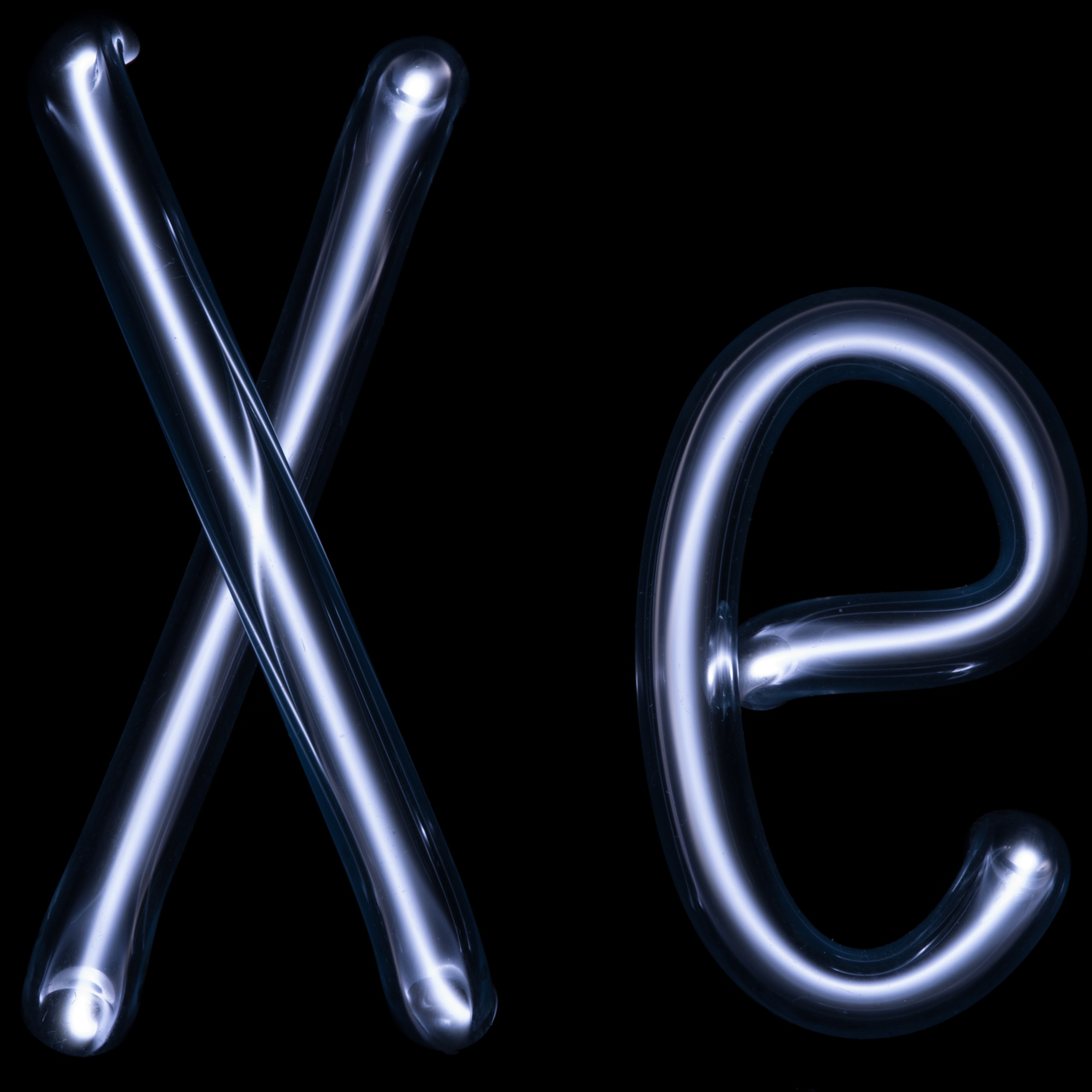
Xenon

Die Farbe der Leuchtröhre ist abhängig von der Art des eingefüllten Gases (alterungsanfällige Nicht-Edelgase in Klammern):
- Neon: Orangerot
- Neon in rotem Rohr: Rot
- Neon in gelbem Rohr: Orange
- Argon: Violett
- Argon mit Quecksilber: Blau
- Argon mit Quecksilber in gelbem Rohr: Grün
- Helium: Rötlichweiß
- Helium in gelbem Rohr: Gelb
- (Kohlenstoffdioxid: Weiß)
- Krypton: Gräulichweiß
- (Stickstoff: Pink/Violett)
- Xenon: Bläulichweiß

Farbige Leuchtröhren arbeiten oft wie Leuchtstofflampen mit Fluoreszenzfarbstoffen. Es gibt sowohl Kaltkathoden- als auch Heißkathodenlampen für verschiedene Farben. Die Farben werden dann nicht durch die Gasfüllung, sondern durch unterschiedliche Leuchtstoffe erreicht, die die Ultraviolett-Emission der Gasentladung einer Quecksilber-Argon-Füllung in sichtbares Licht umwandeln.
Farblose Röhren, d. h. solche ohne Farbglasfilter und/oder Fluoreszenzfarbstoff werden eher selten verwendet, da sie im ausgeschalteten Zustand schlecht sichtbar und damit für Leuchtwerbung weniger geeignet sind. Durch blinkendes Schalten ergeben sie jedoch auf Dekorationen einen deutlichen Farbwechseleffekt.
- Helium
- Neon
- Argon
- Krypton
- Xenon

## Neonröhren

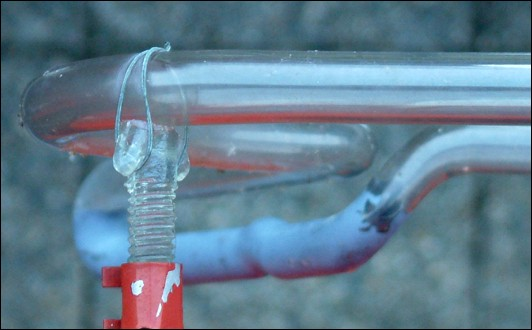
Neonröhren bestehen aus durchsichtigen, mit Neon gefüllten Glasrohren – mit Drahtschlinge auf schraubjustierbarer Halterung, ein Abschnitt grau lackiert, stark beleuchtet

Neonröhren sind mit dem Edelgas Neon gefüllt und leuchten entsprechend dessen Emissionsspektrum rot-orange. Umgangssprachlich werden auch Leuchtstofflampen unzutreffend Neonröhre genannt – Leuchtstofflampen enthalten jedoch Quecksilberdampf und besitzen einen Leuchtstoff auf der Glasinnenseite. Neonröhren haben einen unbeschichteten klaren oder rot getönten Glaskolben. Neonröhren werden schon sehr lange zur Lichtwerbung (Leuchtreklame) und zur Befeuerung hoher Bauwerke verwendet, kleinere Bauformen werden als Glimmlampe bezeichnet.
Neonröhren gehörten neben dem Moore-Licht zu den ersten Leuchtröhren. Sie wurden 1909 vom Franzosen Georges Claude erfunden, der dafür am 19. Januar 1915 das US-Patent mit der Nummer 1.125.476 erhielt.
Neonröhren werden auch heute noch als Leuchtreklame und zu Dekorationszwecken eingesetzt. Sie sind hierfür oft zu Schriftzügen gebogen. Dabei ist es preiswerter, Schriftzüge aus einer langen Röhre herzustellen und die Übergänge zwischen den Buchstaben abzudecken, statt für jeden Buchstaben eine eigene Röhre anzuschließen. Die zum Betrieb nötigen Vorschaltgeräte (Streufeldtransformatoren oder elektronische Geräte) werden oft kurz Neontrafo oder NST (von engl. Neon Sign Transformer) genannt.

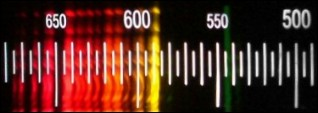
Spektrallinien von Neon

Im Emissionsspektrum von Neon (siehe Bild) findet man neben den intensiven Linien im roten Bereich auch welche bei Orange und Gelb, während die grünen Linien nur schwach strahlen. Daher erscheint eine Neonröhre normalerweise hellrot. Um dunkelrotes Licht (signalkräftigeres Rot) zu erzeugen, färbt man die Glasröhren zusätzlich rot, um den gelben (und grünen) Anteil zu absorbieren.

## Anwendung

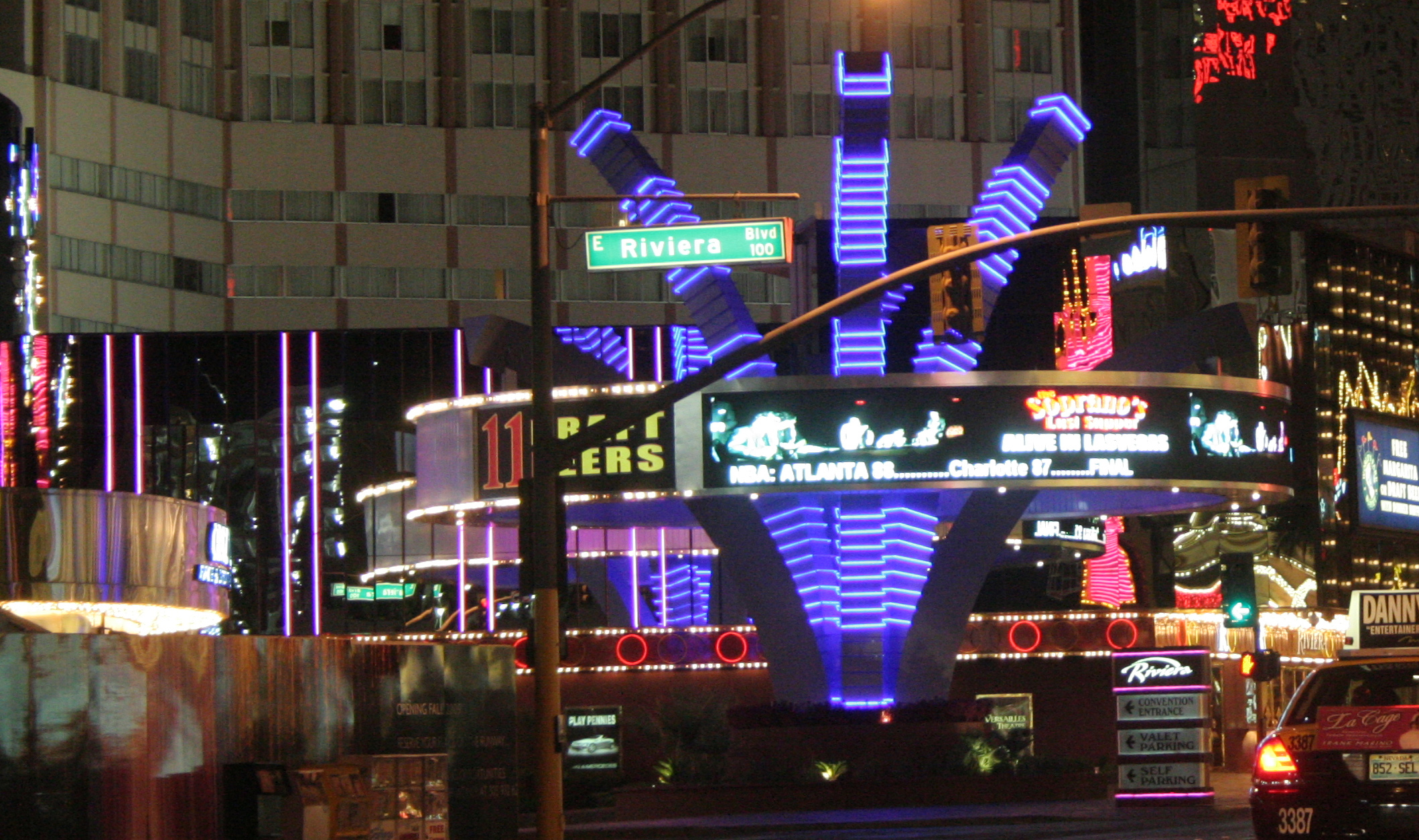
Typische Leuchtröhren an einem Casino in Las Vegas

Das Hauptanwendungsgebiet von Leuchtröhren waren jahrzehntelang die Leuchtreklame und die Beleuchtung von Innenräumen und von Straßen.
Früher wurden in Scannern und Faxgeräten Kaltkathodenröhren verbaut, um die Vorlagen zu beleuchten.
Leuchtröhren wurden früher zur Hintergrundbeleuchtung in Flachbildfernseher, LC- oder TFT-Flachbildschirme verbaut. 
LEDs sind Leuchtröhren in jeder Hinsicht überlegen, zum Beispiel in Wirkungsgrad (geringerer Stromverbrauch), Miniaturisierung und Farbwiedergabeindex. Sie haben die Leuchtröhren verdrängt.
Leuchtröhren wurden auch in Kunstwerken verbaut, zum Beispiel in den 1960er Jahren u. a. von Bruce Nauman und Dan Flavin.